# Claudine Nougaret
Pour les articles homonymes, voir Nougaret.
Claudine Nougaret est une productrice de cinéma, réalisatrice et ingénieure du son française, née le 1er novembre 1958 à Montpellier. Elle est spécialiste de la technique de prise de son directe.

## Biographie
Claudine Nougaret débute dans le cinéma comme stagiaire au son en 1982 sur le film d'Alain Resnais, La vie est un roman.  
Deux ans plus tard elle travaille en son direct pour Le Rayon vert d'Éric Rohmer, et devient la première femme chef opératrice du son au cinéma en France.  
En 1986, elle réalise Paul Lacombe, un court métrage documentaire et en 1987 tourne Urgences avec Raymond Depardon. 
Elle est membre du  conseil de direction de l'Union des Producteurs Cinéma depuis 2007.
Elle est la compagne de Raymond Depardon.
Elle est collaboratrice sur chaque film de Raymond Depardon depuis 1987 et ils fondent en 1992 la société « Palmeraie et Désert ».  
En 2012, Journal de France est leur première co-réalisation sur un long métrage. Pour le tournage, commencé en octobre 2010, ils utilisent deux caméras Pénélope d'Aaton à trois perforations. Le film est présenté aux séances spéciales hors compétition du Festival de Cannes 2012. Ils font le film Au bonheur des Maths est présenté en 2012 sous forme d'installation à la Fondation Cartier pour l'art contemporain pour l'exposition Mathématiques un dépaysement soudain et en 2013 sort le film Un moment si doux. Claudine Nougaret produit et est ingénieur du son du film de De pardon Les habitants qui est tourné en 2015 à travers toute la France. En 2016 le film 12 jours est tourné au sein de l'hôpital psychiatrique Le Vinatier près de Lyon,  le film 
est présenté en 2017 au festival de Cannes en sélection officielle hors compétition. 
Claudine Nougaret préside en 2017 le jury du prix Vulcain. En 2018, elle est décorée Chevalier de l'ordre national du mérite en 2018 et est nommée vice présidente de la Commission supérieure technique de l'image et du son (CST) où elle crée le prix CST de la jeune technicienne du festival de Cannes en 2021.
Claudine Nougaret réalise et produit le film  Kamel et Raymond pour l'exposition son œil dans ma main à l'Institut du monde arabe en 2022. Elle produit le film Riposte féministe, premier film réalisé par Marie Perennès et son fils Simon Depardon, le film présenté au festival de Cannes en sélection officielle.

## Filmographie

### Productrice

#### Longs métrages
- 1996 : Afriques : comment ça va avec la douleur ?, de Raymond Depardon
- 2000 : Profils paysans, l'approche, de Raymond Depardon
- 2002 : Un homme sans l'Occident, de Raymond Depardon
- 2002 : 1974, une partie de campagne, de Raymond Depardon
- 2005 : Profils paysans, le quotidien, de Raymond Depardon
- 2004 : 10e chambre, instants d'audience, de Raymond Depardon
- 2008 : La Vie moderne, de Raymond Depardon
- 2012 : Journal de France, de Raymond Depardon et Claudine Nougaret
- 2015 : Les habitants[6], de Raymond Depardon
- 2017 :  12 jours, de Raymond Depardon
- 2022 : Riposte féministe, de Marie Perennès et Simon Depardon

#### Courts métrages
- 2008 : Donner la parole, de Raymond Depardon et Claudine Nougaret
- 2013 : Au bonheur des maths[7], de Raymond Depardon et Claudine Nougaret
- 2013 : Un moment si doux[8], de Raymond Depardon
- 2014 : 8e étage, de Raymond Depardon
- 2019 :  Mon arbre, de Raymond Depardon et Claudine Nougaret
- 2022  : Kamel et Raymond[9],[5], de Claudine Nougaret

### Ingénieure du son
- 1983 : Les Bancals, d'Hervé Lièvre
- 1986 : Le Rayon vert, d'Éric Rohmer
- 1987 : Urgences, de Raymond Depardon[10]
- 1987 : Où que tu sois, d'Alain Bergala
- 1990 : La Captive du désert, de Raymond Depardon
- 1990 : Sésame ouvre toi, de Serge Le Péron
- 1991 : Les Baisers de secours, de Philippe Garrel
- 1991 : La Règle du je, de Françoise Etchegaray
- 1993 : La Nage indienne, de Xavier Durringer
- 1993 : Pas si grand que ça, de Bruno Herbulot
- 1994 : Délits flagrants, de Raymond Depardon
- 1997 : Amour, de Raymond Depardon (court métrage)[11]
- 1998 : Paris, de Raymond Depardon[12]
- 2000 : Profils paysans, l'approche, de Raymond Depardon
- 2004 : 10e chambre, instants d'audience, de Raymond Depardon
- 2005 : Profils paysans, le quotidien, de Raymond Depardon
- 2008 : La Vie moderne, de Raymond Depardon
- 2014 : 8e étage (court métrage)
- 2016 : Les Habitants, de Raymond Depardon
- 2019 :  Mon arbre[13] (court métrage)

### Réalisatrice
- 1986 : Paul Lacombe
- 2008 : Donner la parole, en coréalisation avec Raymond Depardon
- 2012 : Journal de France, en coréalisation avec Raymond Depardon
- 2012 : Au bonheur des maths, en coréalisation avec Raymond Depardon
- 2013 : Un moment si doux (court métrage)
- 2019 : Mon arbre[13], en coréalisation avec Raymond Depardon (court-métrage)
- 2022 :  Kamel et Raymond[5],[9](court métrage)

## Publications
- Le son direct au cinéma, avec Sophie Chiabaut, La Femis,  (ISBN 978-2-907114-31-8), 2001
- Beyrouth centre-ville, avec Raymond Depardon et Bernard Phan, Editions du Seuil, 2010[14]
- Méditerranée, avec Raymond Depardon, Éditions Xavier Barral, 2014
- Dégager l'écoute, avec Raymond Depardon, Points,  (ISBN 978-2-7578-8381-5), 2020
- Riposte féministe (postface), de Marie Perennès et Simon Depardon, Editions du Seuil, 2022[15]